# Ellingshausen (Knüllwald)
Ellingshausen ist ein Ortsteil im Südosten der Gemeinde Knüllwald im nordhessischen Schwalm-Eder-Kreis.
Das Dorf liegt im Knüllgebirge am östlichen Efze-Zufluss Breitenbach. Durch Ellingshausen führt die Landesstraße 3153, die Autobahn 7 verläuft gut 1 km südwestlich des Ortes.

## Geschichte
Die älteste bekannte schriftliche Erwähnung von Ellingshausen erfolgte als Elingshausen im Jahr 1317. Einer Sage nach wurde das Dorf von einem Einsiedler namens Ellinc gegründet, daher der Ortsname. In historischen Dokumenten späterer Zeit ist der Ort unter folgenden Ortsnamen belegt (in Klammern das Jahr der Erwähnung) Ellingishußin (1398), Ellingshaußen (1603) und Ehlingshaußen (1706).
Die Witwe Elisabeth des Cunrad von Wallenstein verkaufte 1317 mit ihren Söhnen Symon und Ludovicus das Gericht und „villam nostram Elinghausen“ (unser Dorf Ellingshausen) mit allem Zubehör. Die Familie von Wallenstein lebte damals bereits auf der Neuwallenstein. Käufer waren Odegaba, die Ehefrau des Ritters Henricus de Homberg, und ihre Söhne Symon und Henricus. Dies geschah am 2. Feiertag nach Agatha (5. Februar).
1398 befanden sich Gericht und Dorf „Ellingishußin“ im Besitz derer von Homberg. Nach deren Aussterben gelangte Ellingshausen 1427 vermutlich durch die Heirat einer Erbtochter an die von Baumbach.
In der Gemarkung Ellingshausen finden sich die ehemaligen Wüstungen Finckenbach, Glasewald, Glashütte und Roßbach.
1715 erwarb die Landgrafschaft Hessen-Kassel käuflich das halbe Gericht Ellinghausen, 1749 dann die gesamte Gerichtsbarkeit. Ellingshausen gehörte 1742 zum Amt Homberg.
Aus dem Dorf wurden acht Männer zu den hessischen Truppen gezwungen, welche auf britischer Seite im Amerikanischen Unabhängigkeitskrieg kämpfen sollten. Allerdings desertierten die meisten oder wurden beurlaubt.
Heinrich Hagemann war Bürgermeister der selbstständigen Gemeinde Ellingshausen von 1949 bis zum 31. Dezember 1971, als sich Ellingshausen im Zuge der Gebietsreform in Hessen mit anderen Gemeinden freiwillig zur neuen Gemeinde Knüllwald zusammenschloss. Für die nach Knüllwald eingegliederten, ehemals eigenständigen Gemeinden wurde je ein Ortsbezirk mit Ortsbeirat und Ortsvorsteher nach der Hessischen Gemeindeordnung gebildet.

## Bevölkerung
Einwohnerstruktur 2011
Nach den Erhebungen des Zensus 2011 lebten am Stichtag, dem 9. Mai 2011, in Ellingshausen 141 Einwohner. Darunter waren 6 (4,3 %) Ausländer. Nach dem Lebensalter waren 9 Einwohner unter 18 Jahren, 48 zwischen 18 und 49, 45 zwischen 50 und 64 und 39 Einwohner waren älter. Die Einwohner lebten in 27 Haushalten. Davon waren 27 Singlehaushalte, 21 Paare ohne Kinder und 15 Paare mit Kindern, sowie 9 Alleinerziehende und 3 Wohngemeinschaften. In 15 Haushalten lebten ausschließlich Senioren und in 42 Haushaltungen lebten keine Senioren.
Einwohnerentwicklung
| Quelle: Historisches Ortslexikon | |
| • 1742:                          | 43 Häuser |
| • 1747:                          | 45 Hausgesesse |
| • 1961                           | Erwerbspersonen: 84 Land- und Forstwirtschaft, 12 Produzierendes Gewerbe, 7 Handel und Verkehr, 1 Dienstleistungen und Sonstiges. |

| Ellingshausen: Einwohnerzahlen von 1834 bis 2011 | Ellingshausen: Einwohnerzahlen von 1834 bis 2011 | Ellingshausen: Einwohnerzahlen von 1834 bis 2011 | Ellingshausen: Einwohnerzahlen von 1834 bis 2011 | Ellingshausen: Einwohnerzahlen von 1834 bis 2011 |
| --- | ------------------------------------------------ | ------------------------------------------------ | ------------------------------------------------ | ------------------------------------------------ |
| Jahr |                                                  |                                                  |                                                  | Einwohner                                        |
| 1834 | 1834                                             |                                                  | 284                                              | 284                                              |
| 1840 | 1840                                             |                                                  | 262                                              | 262                                              |
| 1846 | 1846                                             |                                                  | 287                                              | 287                                              |
| 1852 | 1852                                             |                                                  | 278                                              | 278                                              |
| 1858 | 1858                                             |                                                  | 262                                              | 262                                              |
| 1864 | 1864                                             |                                                  | 246                                              | 246                                              |
| 1871 | 1871                                             |                                                  | 238                                              | 238                                              |
| 1875 | 1875                                             |                                                  | 236                                              | 236                                              |
| 1885 | 1885                                             |                                                  | 178                                              | 178                                              |
| 1895 | 1895                                             |                                                  | 186                                              | 186                                              |
| 1905 | 1905                                             |                                                  | 194                                              | 194                                              |
| 1910 | 1910                                             |                                                  | 175                                              | 175                                              |
| 1925 | 1925                                             |                                                  | 194                                              | 194                                              |
| 1939 | 1939                                             |                                                  | 166                                              | 166                                              |
| 1946 | 1946                                             |                                                  | 298                                              | 298                                              |
| 1950 | 1950                                             |                                                  | 264                                              | 264                                              |
| 1956 | 1956                                             |                                                  | 211                                              | 211                                              |
| 1961 | 1961                                             |                                                  | 184                                              | 184                                              |
| 1967 | 1967                                             |                                                  | 175                                              | 175                                              |
| 1980 | 1980                                             |                                                  | ?                                                | ?                                                |
| 1990 | 1990                                             |                                                  | ?                                                | ?                                                |
| 2000 | 2000                                             |                                                  | ?                                                | ?                                                |
| 2011 | 2011                                             |                                                  | 141                                              | 141                                              |
| Datenquelle: Historisches Gemeindeverzeichnis für Hessen: Die Bevölkerung der Gemeinden 1834 bis 1967. Wiesbaden: Hessisches Statistisches Landesamt, 1968. Weitere Quellen: LAGIS; Zensus 2011 |                                                  |                                                  |                                                  |                                                  |

## Religion

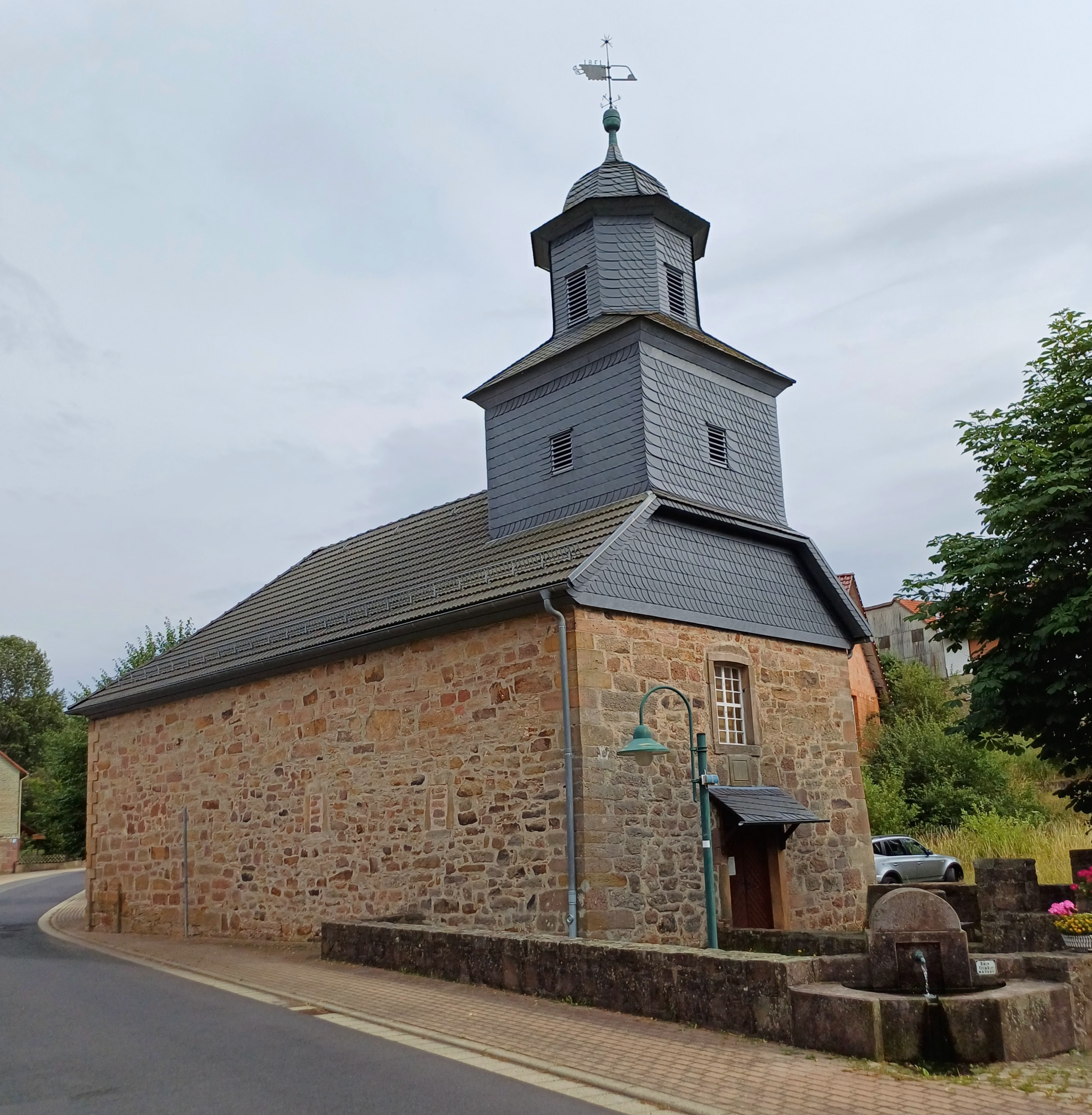
Evangelische Kirche Ellingshausen

Bereits 1398 ist eine Kirche im Eigentum der Familie von Homberg belegt. Die heutige evangelische Kirche wurde in den Jahren 1781–1784 als Saalbau mit 3 × 1 Fensterachsen erbaut. Ein auf 1620 datiertes Epitaph verweist auf eine ältere Kirchentradition am Ort.
Historische Religionszugehörigkeit
| Quelle: Historisches Ortslexikon |                                                                     |
| • 1861:                          | alle Einwohner evangelisch-reformiert                               |
| • 1885:                          | 177 evangelische (= 99,40 %), ein katholischer (= 0,56 %) Einwohner |
| • 1961:                          | 164 evangelische (= 89,13 %), 18 katholische (= 9,76 %) Einwohner   |

## Politik

### Ortsbeirat
Für Ellingshausen besteht ein Ortsbezirk (Gebiete der ehemaligen Gemeinde Ellingshausen) mit Ortsbeirat und Ortsvorsteher nach der Hessischen Gemeindeordnung. Der Ortsbeirat besteht aus fünf Mitgliedern.
Bei den Kommunalwahlen in Hessen 2021 betrug die Wahlbeteiligung zum Ortsbeirat Ellingshausen 59,50 %. Alle Kandidaten gehörten der „Einheitsliste Ellingshausen“ an. Der Ortsbeirat wählte Albert Mans zum Ortsvorsteher.

### Wappen
Am 15. November 1966 wurde der Gemeinde Ellingshausen im Landkreis Fritzlar-Homberg ein Wappen mit folgender Blasonierung verliehen: In einem von Silber und Grün schräg geteilten Schild in verwechselten Farben oben in Silber ein schräggelegtes grünes Eichenblatt und unten ein schräg verlaufender silberner Wellenbalken in Grün.